# Decomposizione di Remak
In matematica, la scomposizione di Remak è la scomposizione di un gruppo abeliano o di un oggetto simile in una somma diretta di oggetti indecomponibili.
È stata descritta per la prima volta dal matematico tedesco Robert Remak nel 1911. Il Teorema di Krull-Remak-Schmidt descrive le condizioni per l'esistenza di una scomposizione di Remak e per l'esistenza di fattori unici.